# 경산 반룡사 화문면석 부재
경산 반룡사 화문면석 부재(慶山 盤龍寺 花紋面石 部材)은 대한민국 경상북도 경산시에 있는 조선시대의 부재이다. 2018년 2월 22일 경상북도의 문화재자료 제657호로 지정되었다.

## 개요
주불전의 기단면석으로 사용되었을 것으로 추정되는 꽃문양이 새겨진 면석부재는 17세기 영남지역 건축의 특징이 반영된 석재로서 주목된다. 그 사례가 흔치않은 유물로서 통도사 대웅전(국보 제290호), 범어사 대웅전(보물 제434호) 등 寺格이 높은 조선 후기 사찰의 주불전 건축에 적용된 사례가 있을 뿐이다. 반룡사의 寺格이 반영된 중요한 유물일 뿐만 아니라 17세기 영남지역에서 전개된 화문부조 가구식 기단의 계보를 파악할 수 있는 귀중한 학술적 가치를 지닌다.

## 지정 사유
문화재로 지정 신청된 자료는 반룡사 경내에 남아 있는 석재 100여 점으로, 건축기단에 사용됐던 면석과 대석, 방형연화문대석 부재, 부도 부재, 석등 부재, 비석 부재 등 종류가 다양하다.
제작 시기는 방형연화문대석 부재를 제외하면 대부분이 조선 후기에 제작된 작품으로, 대부분 인위적으로 파손된 것으로 판단된다. 이 가운데 주불전의 기단 면석으로 사용되었을 것으로 추정되는 화문이 부조된 면석부재는 17세기 영남지역 건축의 특징이 반영된 석재로서 주목된다. 그 사례가 흔치않은 유물로서 통도사 대웅전(국보 제290호), [부산 범어사 대웅전|범어사 대웅전]](보물 제434호) 등 사격(寺格)이 높은 조선 후기 사찰의 주불전 건축에 적용된 사례가 있을 뿐이다. 반룡사의 사격(寺格)이 반영된 중요한 유물일 뿐만 아니라 17세기 영남지역에서 전개된 화문부조 가구식 기단의 계보를 파악할 수 있는 귀중한 학술적 가치를 지닌다.
따라서 경산 반룡사의 화문이 부조된 면석부재 10점을 문화재자료로 지정한다.

## 참고 문헌
- 경산 반룡사 화문면석 부재 - 국가유산청 국가유산포털